# 6 januari
6 januari är den 6:e dagen på året i den gregorianska kalendern. Det återstår 359 dagar av året (360 under skottår).

## Återkommande bemärkelsedagar

### Helgdagar
- Trettondedag jul (Epifania)

### Flaggdagar
- Irak: Väpnade styrkornas dag

## Namnsdagar

### I den svenska almanackan
- Nuvarande – Baltsar, Kasper och Melker samt Trettondedag jul
- Föregående i bokstavsordning
  - Baltsar – Namnet infördes 1901 på 29 maj, men flyttades 1993 till dagens datum, där det har funnits sedan dess.
  - Kasper – Namnet infördes 1767 på 20 oktober. 1934 utgick det till förmån för Sibylla, men återinfördes 1986, återigen på 20 oktober. 1993 flyttades det till dagens datum och har funnits där sedan dess.
  - Melker – Namnet infördes 1744 på 5 juli och fanns där fram till 2001, då det flyttades till dagens datum.
  - Trettondedag jul – Denna benämning på dagens datum har funnits där sedan gammalt och har inte ändrats.
- Föregående i kronologisk ordning
  - Före 1901 – Trettondedag jul
  - 1901–1985 – Trettondedag jul
  - 1986–1992 – Trettondedag jul
  - 1993–2000 – Trettondedag jul, Baltsar och Kasper
  - Från 2001 – Trettondedag jul, Baltsar, Kasper och Melker
- Källor
  - Brylla, Eva (red.): Namnlängdsboken, Norstedts ordbok, Stockholm, 2000. ISBN 91-7227-204-X
  - af Klintberg, Bengt: Namnen i almanackan, Norstedts ordbok, Stockholm, 2001. ISBN 91-7227-292-9

### I den finlandssvenska almanackan
- Nuvarande från 1973[1] – Harry, Harriet

- I föregående revideringar[a][2]
  - 1929–1972 – Harry

## Händelser
- 1066 – Harald Godwinson kröns till kung av England, sedan han har efterträtt Edvard Bekännaren på tronen dagen före.
- 1389 – Universitetet i Köln, som har grundats året före, öppnas vid en ceremoni i Kölnerdomen.
- 1364 – En vapenvila mellan Sverige och Danmark från november året före löper ut.
- 1453 – Österrikes styrande hertigar har sedan mitten av 1300-talet använt titeln ärkehertig, men det är först nu, som den tysk-romerske kejsaren erkänner titeln (vilket hänger samman med att de österrikiska habsburgarna nu börjar få ett fast grepp om den tysk-romerska kejsartiteln). Österrike förblir sedan ärkehertigdöme fram till 1804, då det istället utropas till ett eget kejsardöme.
- 1612 – Axel Oxenstierna utnämns till Sveriges rikskansler, en post som han kommer att inneha till sin död 42 år senare.
- 1658 – Svenskarna lyckas häva den litauiska blockaden av Riga, som har pågått sedan oktober året före.
- 1661 – 50 medlemmar av den puritanska engelska sekten femte monarkins män försöker utan framgång ta kontroll över London i ”Kung Jesu namn”. De flesta blir dödade eller tillfångatagna och två veckor senare blir elva av dem rådbråkade och steglade för högförräderi.
- 1810 – Sverige och Frankrike sluter fred i Paris, vilken innebär att Sverige tvingas ansluta sig till kontinentalsystemet (den franska blockaden av Storbritannien), men återfår Svenska Pommern.
- 1900 – Efter att en tid under det pågående boerkriget ha belägrat fästningen Ladysmith gör boerna ett försök att inta den, men drivs tillbaka av brittiska styrkor.
- 1907 – Maria Montessori öppnar sin första skola och sitt första daghem för arbetarklassens barn i Rom.
- 1912 – New Mexico blir den 47:e delstaten som upptas i den amerikanska unionen.[3]
- 1913 – Bildas Västerås IK i Västerås.
- 1929
  - Kung Alexander I av Jugoslavien upphäver landets grundlag och utropar sig själv till diktator under den så kallade 6 januari-diktaturen (Šestojanuarska diktatura).
  - Heinrich Himmler utses till chef över de tyska nazisternas SS-styrkor.
- 1940
  - På trettondagen (som egentligen är en helgdag) arbetar hundratusen svenskar i 400 företag extra och skänker inkomsten till Föreningen Finlandshjälpen.
  - Sveriges första skidlift invigs i Åre.
- 1961 – Det första avsnittet av sportprogrammet Sportspegeln sänds i svensk tv.
- 1965 – Hindi blir Indiens ledande officiella språk.
- 1974 – Till följd av oljekrisen införs sommartid fyra månader tidigare än vanligt i USA.
- 1975 – Det amerikanska tv-programmet Wheel of Fortune, som blir ett av världens mest populära lekprogram har premiär på tv-kanalen NBC. Under 1990-talet sänds en svensk variant på TV3, kallad Lyckohjulet.
- 1977 – Det tjeckoslovakiska dokumentet Charta 77, som är en programförklaring för en grupp med samma namn, vilken förespråkar reformer inom det kommunistiska Tjeckoslovakien, offentliggörs i västvärlden.
- 1978 – USA återlämnar S:t Stefans-kronan till Ungern efter att den har varit i amerikansk ägo som krigsbyte sedan andra världskriget.
- 1983 – Ett fiskekrig utbryter mellan Storbritannien och Danmark, när den danske fiskaren och folketingsledamoten Kent Kirk (C) med sin trålare gör intrång på brittiskt fiskevatten.
- 1985 – Vulkanen Beerenberg på den norska ishavsön Jan Mayen inleder sitt senaste utbrott.
- 1992 – Den georgiske presidenten Zviad Gamsachurdia tvingas avgå på grund av sin impopularitet. Han efterträds av Eduard Sjevardnadze, som tidigare har varit Sovjetunionens utrikesminister.
- 1996 – En hundraårig byggnad vid Kungstorget i Göteborg, som bland annat inrymmer Atelierteatern, härjas av en våldsam brand.
- 2004 – Mijailo Mijailović erkänner att han har utfört mordet på Sveriges utrikesminister Anna Lindh den 10 september året före.
- 2005 – Den amerikanske före detta baptistpastorn och Ku Klux Klan-ledaren Edgar Ray Killen grips som misstänkt för anstiftan till mord på en svart och två vita amerikanska medborgarrättsaktivister 1964.
- 2016 – Nordkorea utför ett kärnvapenprov.
- 2021 – Stormningen av Kapitolium äger rum i Washington D.C., USA.

## Födda
- 1367 – Rikard II, kung av England och herre över Irland 1377–1399
- 1412 – Jeanne d'Arc, fransk bondflicka och frihetskämpe under hundraårskriget, Frankrikes nationalhelgon
- 1493 – Olaus Petri, svensk reformator, humanist och historiker
- 1706 – Benjamin Franklin, amerikansk statsman, filosof, uppfinnare och författare
- 1730 – Thomas Chittenden, amerikansk politiker guvernör i Vermont 1778–1789 och från 1790
- 1745 – Jacques-Étienne Montgolfier, fransk uppfinnare som tillsammans med sin bror Joseph-Michel skickade upp världens första varmluftsballong 1783
- 1746 – Paul Brigham, amerikansk politiker, guvernör i Vermont 1797
- 1790 – Arnold Naudain, amerikansk politiker, senator för Delaware 1830–1836
- 1805 – Charles J. Jenkins, amerikansk politiker, guvernör i Georgia 1865–1868
- 1809 – Sven Lovén, svensk naturforskare
- 1819 – Robert C. Wickliffe, amerikansk demokratisk politiker, guvernör i Louisiana 1856–1860
- 1822 – Heinrich Schliemann, tysk arkeolog, känd som ”den moderna arkeologins fader”
- 1827 – John C. Brown, amerikansk demokratisk politiker och general, guvernör i Tennessee 1871–1875
- 1828 – Herman Grimm, tysk författare och konsthistoriker
- 1832 – Gustave Doré, fransk konstnär
- 1838 – Max Bruch, tysk kompositör
- 1850 – Xaver Scharwenka, polsk-tysk pianist och kompositör
- 1865 – Nikolaj Marr, rysk orientalist, filolog och historiker
- 1870 – Gustav Bauer, tysk politiker, Tysklands rikskansler 1919–1920
- 1872 – Aleksandr Skrjabin, rysk tonsättare och pianist
- 1874 – Frederick W. Mulkey, amerikansk republikansk politiker, senator för Oregon 1907 och 1918
- 1878 – Carl Sandburg, amerikansk svenskättad författare
- 1880 – Tom Mix, amerikansk skådespelare
- 1883 – Khalil Gibran, libanenisk maronitisk konstnär och författare
- 1890 – Tor Weijden, svensk skådespelare
- 1897 – Ferenc Szálasi, ungersk politiker, ledare för Pilkorsrörelsen, Ungerns premiärminister 1944–1945
- 1899 – Phyllis Haver, amerikansk skådespelare
- 1902 – Helmut Poppendick, tysk SS-läkare
- 1907 – Benkt-Åke Benktsson, svensk skådespelare och regissör
- 1908 – Michael DiSalle, amerikansk demokratisk politiker, guvernör i Ohio 1959–1963
- 1912 – Johnny Bode, svensk sångare, kompositör och författare
- 1913
  - Edward Gierek, polsk kommunistisk politiker
  - Loretta Young, amerikansk skådespelare
- 1915 – Alan Watts, brittisk filosof, författare och talare
- 1924 – Kettil Bruun, finländsk sociolog
- 1928 – Germaine Lefebvre, fransk skådespelare med artistnamnet Capucine
- 1929 – Babrak Karmal, afghansk politiker, Afghanistans president 1980–1986
- 1931 – E.L. Doctorow, amerikansk författare
- 1932 – Hans Lindgren, svensk skådespelare, manusförfattare och producent
- 1937
  - Harri Holkeri, finländsk politiker, Finlands statsminister 1987–1991 och talman i Förenta nationernas generalförsamling 2000–2001
  - Doris Troy, amerikansk sångare
- 1944 – Rolf M. Zinkernagel, schweizisk immunolog, mottagare av Nobelpriset i fysiologi eller medicin 1996
- 1945 – Margrete Auken, dansk politiker och präst, ledamot av Folketinget 1979–1990 och 1994–2004, EU-parlamentariker 2004–
- 1946 – Syd Barrett, brittisk gitarrist, sångare och låtskrivare, grundade gruppen Pink Floyd
- 1953 – Malcolm Young, australisk gitarrist och låtskrivare i rockbandet AC/DC
- 1954 – Anthony Minghella, brittisk filmregissör och manusförfattare
- 1955
  - Rowan Atkinson, brittisk komiker och skådespelare, mest känd i rollerna som Svarte Orm och Mr. Bean
  - Arthur Bostrom, brittisk skådespelare
  - Richard Corbett, brittisk politiker, statsvetare och europaparlamentariker
- 1957 – Nancy Lopez, amerikansk golfspelare
- 1959 – Johan H:son Kjellgren, svensk skådespelare
- 1960
  - Nigella Lawson, brittisk kock, journalist och författare
  - Frank Lucas, amerikansk republikansk politiker
- 1963 – Tony Halme, finländsk politiker, fribrottare och boxare
- 1964 – Mark O'Toole, brittisk låtskrivare och musiker, medlem i gruppen Frankie Goes to Hollywood.
- 1966 – Andrew Wood, amerikansk musiker
- 1969 – Ari Sulander, finländsk ishockeymålvakt
- 1971 – Anki Edvinsson, svensk tv-programledare
- 1976
  - Richard Zedník, slovakisk ishockeyspelare
  - Johan Davidsson, svensk ishockeyspelare
- 1984
  - Eric Trump, amerikansk affärsman
  - Kate McKinnon, amerikansk skådespelerska och komiker
- 1986
  - Alex Turner, brittisk musiker i gruppen Arctic Monkeys
  - Petter Northug, norsk skidåkare
  - Usha Vance, amerikansk advokat
- 1989 – Andy Carroll, brittisk fotbollsspelare
- 1994 – Denis Suárez, spansk fotbollsspelare i FC Barcelona

## Avlidna
- 1275 – Raymond av Penyafort, 94, spansk teolog och helgon (född 1180)
- 1430 – Filippa av England, 35, Sveriges, Danmarks och Norges drottning sedan 1406 (gift med Erik av Pommern) (född 1394)
- 1448 – Kristofer av Bayern, 31, kung av Danmark sedan 1440, av Sverige sedan 1441 och av Norge sedan 1442 (född 1416)
- 1537 – Baldassare Peruzzi, 55, italiensk arkitekt och målare (född 1481)
- 1598 – Fjodor I, 40, tsar av Ryssland sedan 1584 (född 1557)
- 1713 – Djahandar Shah, 51, indisk stormogul (mördad) (född 1661)
- 1831 – Rodolphe Kreutzer, 64, fransk violinist, kompositör, lärare och dirigent (född 1766)
- 1840 – Fanny Burney, 87, brittisk författare och dagboksförare (född 1752)
- 1852 – Louis Braille, 43, fransk blindlärare som uppfann punktskriften (född 1809)
- 1860 – William Martin Leake, 82, brittisk arkeolog (född 1777)
- 1884 – Gregor Mendel, 61, österrikisk ärftlighetsforskare (född 1822)
- 1912 – Johan Otto Drake, 64, svensk jurist, borgmästare i Sundsvall 1894–1908 (född 1847)
- 1918 – Georg Cantor, 72, tysk matematiker (född 1845)
- 1919 – Theodore Roosevelt, 60, amerikansk politiker, USA:s vicepresident 1901 och president 1901–1909, mottagare av Nobels fredspris 1906 (född 1858)
- 1922 – Harald Hjärne, 73, svensk professor i historia, ledamot av Svenska Akademien sedan 1903 (född 1848)
- 1931 – Ernst Siemerling, 73, tysk läkare (född 1857)
- 1939 – Gustavs Zemgals, lettisk politiker, president 1927-1930
- 1945 – Edith Frank, 44, moder till Anne Frank (född 1900)
- 1947 – Ernest Thiel, 87, svensk bankman, donator, poet, grundare av Thielska galleriet (född 1859)
- 1949
  - Ivar Lykke, 76, norsk høyrepolitiker, Norges statsminister 1926–1928 (född 1872)
  - Victor Fleming, 59, amerikansk filmregissör (född 1889)
- 1963 – Gunnar Bohman, 80, svensk författare, kompositör och lutsångare (född 1882)
- 1974 – David Alfaro Siqueiros, 77, mexikansk konstnär (född 1896)
- 1978 – Burt Munro, 78, nyzeeländsk motorcykelkonstruktör och världsrekordförare (född 1899)
- 1981 – A.J. Cronin, 84, brittisk författare (född 1896)
- 1985 – Elna-Britta Wallman, 70, svensk skådespelare (född 1914)
- 1990 – Pavel Tjerenkov, 85, sovjetisk fysiker, mottagare av Nobelpriset i fysik 1958 (född 1904)
- 1993
  - Dizzy Gillespie, 75, amerikansk jazztrumpetare och orkesterledare (född 1917)
  - Rudolf Nurejev, 54, sovjetisk balettdansör och skådespelare (aids) (född 1938)
- 1999 – Michel Petrucciani, fransk jazzpianist (född 1962)
- 2000 – Don Martin, 68, amerikansk serietecknare i satirtidningen Mad Magazine (född 1931)
- 2007 – Sneaky Pete Kleinow, 72, amerikansk steelgitarrist i gruppen The Flying Burrito Brothers (född 1934)
- 2008 – Anders Paulrud, 56, svensk författare (född 1951)
- 2010 – Viola Sundberg, 75, svensk skådespelare (född 1934)
- 2013 – Huell Howser, 67, amerikansk tv-journalist och programledare (född 1945)
- 2014
  - Karel Gut, 86, tjeckoslovakisk ishockeyspelare och -tränare (född 1927)
  - Lena Smedsaas, 62, svensk journalist (cancer) (född 1951)
- 2015 – Gene Kemp, 88, brittisk barnboksförfattare (född 1926)
- 2022
  - Peter Bogdanovich, 82, amerikansk filmregissör (född 1939)
  - Sidney Poitier, 94, amerikansk skådespelare, regissör och producent (född 1927)